# ستيف فيلد
ستيف فيلد (بالإنجليزية: Steve Field)‏ هو نقاش فسيفسائي ‏ بريطاني، ولد في 3 مايو 1954 في Saltash ‏ في المملكة المتحدة.